# Distretto di Bytów
Il distretto di Bytów (in polacco powiat bytowski) è un distretto polacco appartenente al voivodato della Pomerania.

## Geografia antropica

### Suddivisioni amministrative
Il distretto comprende 10 comuni.
- Comuni urbano-rurali: Bytów, Miastko
- Comuni rurali: Borzytuchom, Czarna Dąbrówka, Kołczygłowy, Lipnica, Parchowo, Studzienice, Trzebielino, Tuchomie

Nel comune di Parchowo vige il bilinguismo polacco/casciubo.